# 单韧穴蛤
，是莺蛤目单韧穴蛤科Vulsella的一种。主要分布于新加坡、印度尼西亚、中国大陆、台湾，生活在海绵动物中。